# Свято-Богородичный Казанский монастырь (Винновка)
Свято-Богородичный Казанский монастырь — мужской монастырь Самарской епархии Русской православной церкви, действующий в селе Винновка Ставропольского района Самарской области. Создан в 2003 году как подворье самарского Свято-Воскресенского мужского монастыря, а в 2006 году преобразован в самостоятельный монастырь.

## История

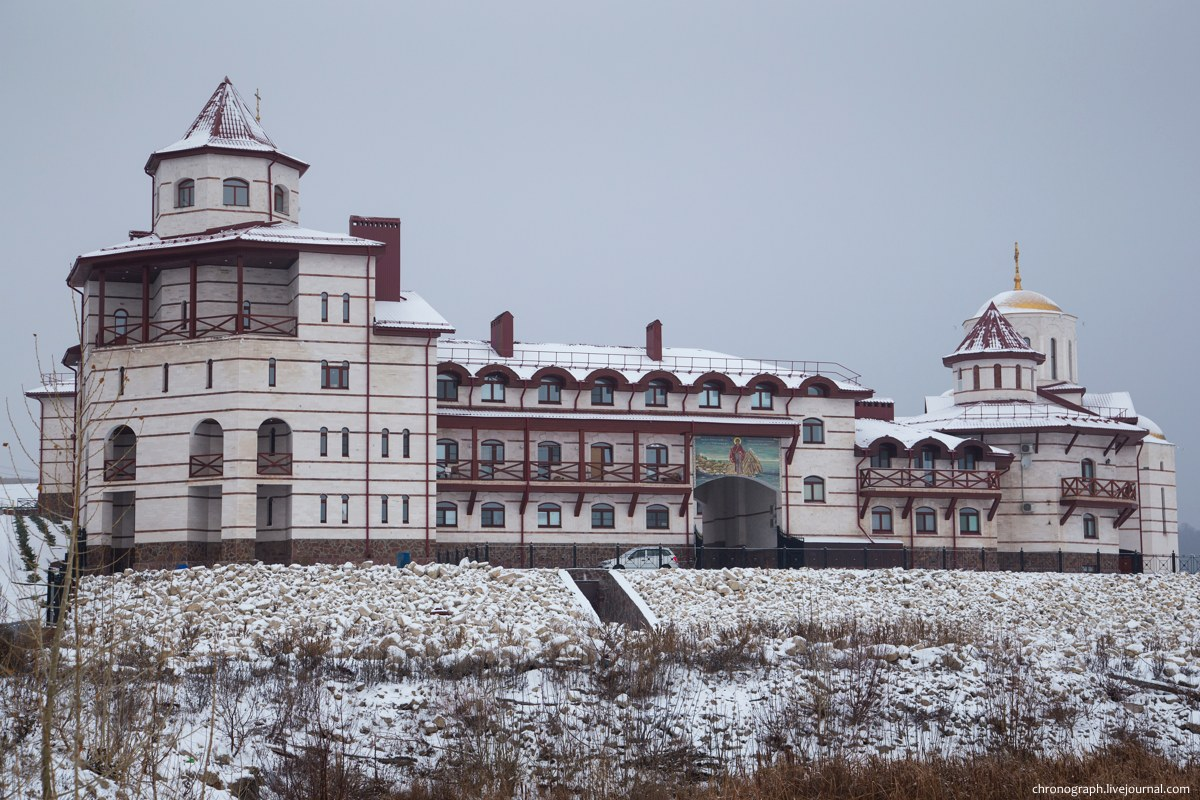
Вид на монастырь

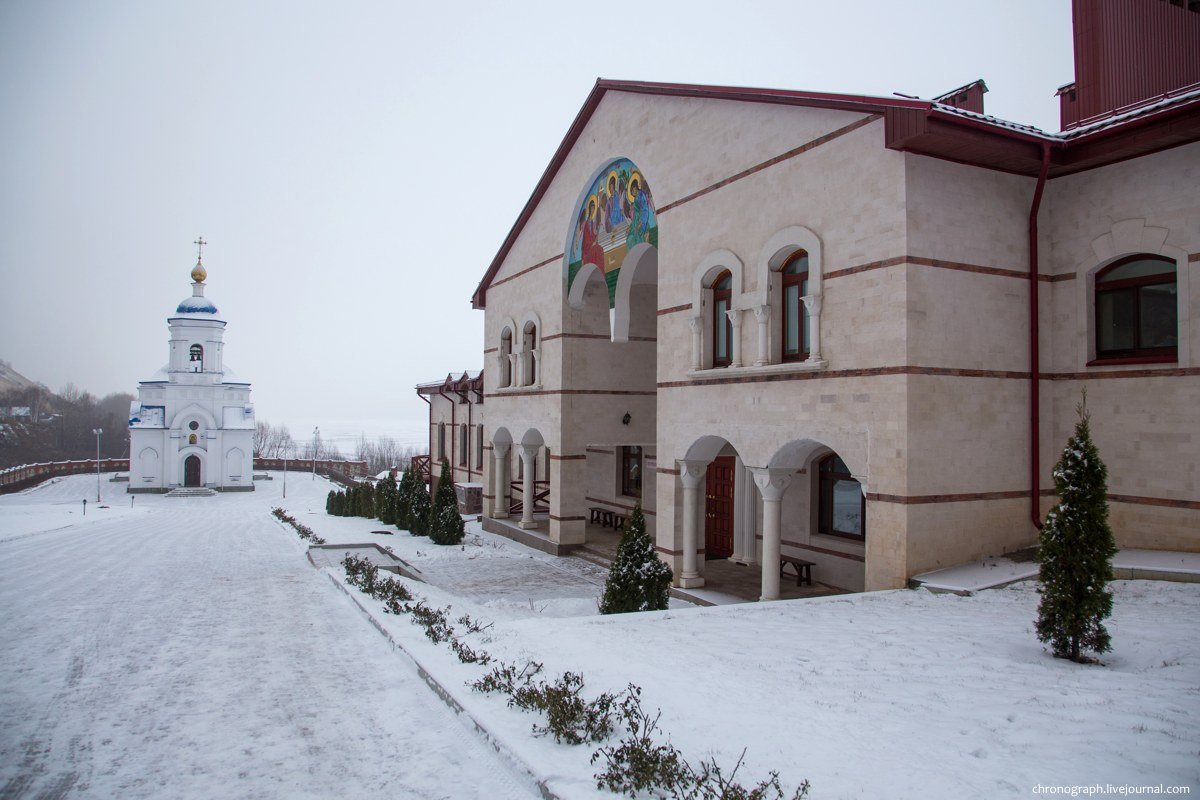
Внутренняя территория

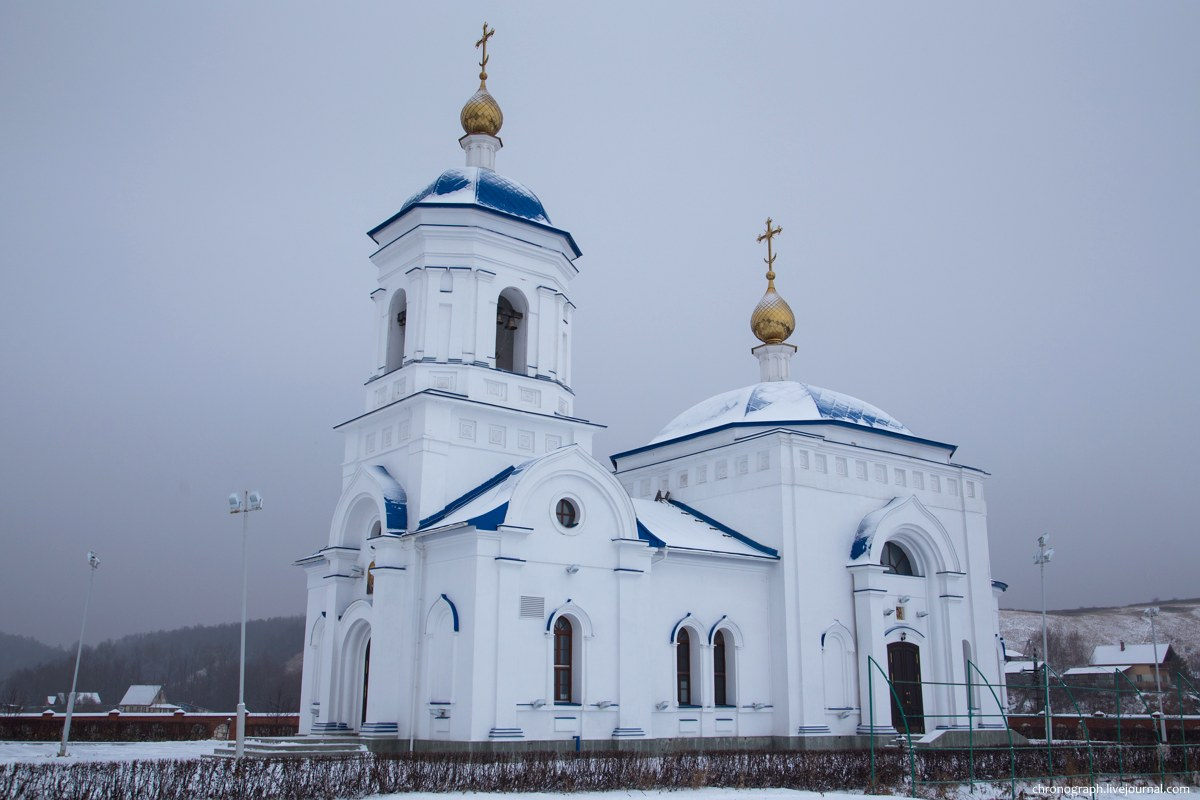
Казанская церковь

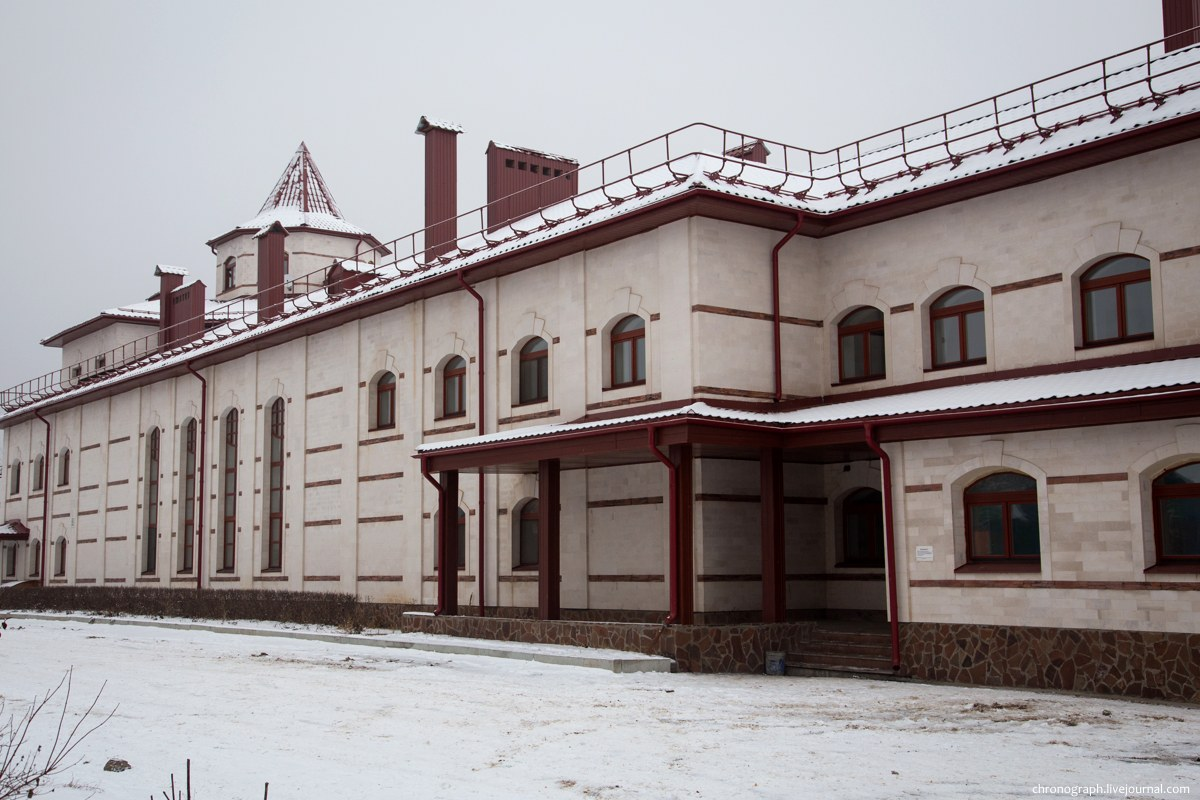
Внешняя сторона

В 2003 году силами братии самарского Свято-Воскресенского мужского монастыря началось восстановление винновского храма во имя Казанской иконы Божией Матери. 5 октября 2003 года в храме была совершена первая литургия, тогда же было принято решение о создании на базе храма подворья Воскресенского монастыря.
7 мая 2006 года была заложена монастырская гостиница, а 26 декабря 2006 года Священным синодом подворье было преобразовано в самостоятельный монастырь.
Архитектором строительства монастырского комплекса выступил самарский архитектор Юрий Харитонов. Были построены два новых храма, братские корпуса, странноприимный дом, 47-метровая колокольня в виде маяка. Была укреплена береговая полоса, оборудована пристань, которая может обслуживать 4-палубные теплоходы.
В монастыре действуют библиотека и музей истории Винновки и обители, разводят молодь стерляди для выпуска в Волгу предприятиями в качестве компенсации вреда за пользование водными ресурсами.

## Владения

### Храмы
Первый храм в Винновке появился в 1770-е годы, он был освящён во имя Казанской иконы Божией Матери. В 1839 году он был уничтожен пожаром. В начале 1840-х годов началось сооружение нового каменного храма. Инициатором и спонсором строительства выступала Анна Орлова-Чесменская, однако в 1843 году она продала своё имение на Самарской луке, и достраивался храм на общественные деньги. Освящение храма состоялось в 1851 году.
Храм представляет собой четверик с полукруглой апсидой, трапезной и колокольней. Храм был весьма красив, выполнен из красного кирпича на цоколе из белого камня, с такими же карнизными плитами. Порталы входа были выполнены фигурной кирпичной кладкой, в оформлении наличников использовался лекальный кирпич. Снаружи храм был оштукатурен и покрашен.
Храм был закрыт постановлением Самарского райисполкома. Колокола были сняты и уничтожены, сам храм планировалось взорвать, но от этой идеи отказались. Храм осквернили: использовали как зернохранилище, столовая и в дальнейшем хлев.
В созданном монастыре были построены два новых храма. Один был освящён в честь Сергия Радонежского, второй — в честь Пресвятой Троицы. В церемонии освящения Троицкого храма 2 июня 2014 года, помимо митрополита Самарского и Сызранского Сергия, принимал участие митрополит Петрский и Херронисский Критской архиепископии Константинопольского патриархата Нектарий.

## Братия
Монастырь является архиерейским, и его настоятелем (священноархимандритом) является митрополит Самарский и Новокуйбышевский Сергий (Полеткин). Наместником обители с её основания является иеромонах Аристарх (Безлапов).
Братия монастыря состоит из девятерых монашествующих, пятерых послушников и трудников.